# Тральщики-шукачі мін типу «Сендаун»
Шаблон:Картка корабля (зображення)Шаблон:Картка корабля (проєкт)Шаблон:Картка корабля (характеристики)
Тральщики-шукачі мін класу «Сендаун» (Sandown-class minehunter) — клас протимінних кораблів, побудованих у Британії, що перебуває на озброєнні Великої Британії, Саудівської Аравії та Естонії, у 2022 році два судна входять до складу ВМС ЗСУ.
Єдиним призначенням кораблів цього класу є пошук і знищення морських мін за допомогою дистанційно керованих пошукових апаратів. Тральщики класу «Сендаун» не мають пристосувань для тралення мін.

## Конструкція
Корабель має гладкопалубну конструкцію, з доведеною до бортів розвиненою середньою надбудовою, що займає близько 75 % довжини корпусу і надає кораблю унікальний силует. Прямий похилий форштевень; транцева корма. Добре виражені привальні бруси: на рівні палуби і на рівні ватерлінії, одночасно надають корпусу додаткову жорсткість.
Приблизно на половині довжини на надбудові встановлена ходова рубка, також доведена до бортів. Безпосередньо за рубкою — єдина гратчаста щогла. Коробчастий кожух димової труби розташовується на надбудові приблизно на 1/3 довжини від корми, за нею роз'їзна шлюпка зі стрілою для спуску і підйому. На баку прикритий щитом 30-мм автомат. На юті — характерна для протимінних кораблів велика в'юшка.
Для зниження магнітності корпус виконаний з армованого скловолокна. Механізми ізольовані від корпусу установкою на амортизатори.

## Оператори

### Естонія
Протягом 2018—2019 років військово-морські сили Естонії провели модернізацію трьох мінних тральщиків. Спочатку (2018 на верфі в Шотландії було модернізовано естонський флагман Admiral Cowan, а наступного року ще два кораблі Sakala і Ugandi. На судна встановили нові гідролокатори, радари, системи дистанційної ліквідації мін. Модернізація обійшлася бюджету Естонії в €30 млн.

### Україна
4 серпня 2021 року Велика Британія офіційно повідомила, що передасть два виведених зі складу британського флоту мінних тральщики Ramsey та Blyth Україні. В офіційному звіті Королівського Військово-морського флоту йдеться про передачу кораблів до Військово-Морських Сил України.
Кораблі надійдуть до складу національного флоту після «повної їх ревізії, ремонту, модернізації, додаткового оснащення та відповідної підготовки особового складу ВМС ЗС України».
Домовленість зафіксували у Меморандумі про реалізацію проєктів морського партнерства між консорціумом промисловості Сполученого Королівства та Військово-Морськими Силами України. Його підписали в Одесі на борту корабля Королівських Військово-Морських Сил Великої Британії HMS Defender.
У січні 2022 року Командувач ВМС України контр-адмірал Олексій Неїжпапа, у своєму зверненні до особового складу з нагоди початку нового навчального року повідомив, що до кінця 2022 року, флот планує отримати перший тральщик-шукач мін класу Sandown[джерело?].
Станом на кінець липня 2022 року українські військові проходили навчання в Шотландії, де опановують експлуатацію тральщиків Sandown.
10 вересня 2022 року стало відомо, що українські кораблі отримають назви «Черкаси» та «Чернігів», тотожні назвам втрачених у 2014 році морським тральщикам проекту 266М.